# Gianpietro Zappa
Gianpietro Zappa, né le 11 février 1956 à Bioggio et mort le 8 mai 2005 à Lugano, est un footballeur suisse. 

## Biographie

### En sélection
Il honore 23 sélections en équipe de Suisse de football et marque trois buts entre 1979 et 1983.